# Spring Grove (Wisconsin)
Spring Grove – miasto w Stanach Zjednoczonych, w stanie Wisconsin, w hrabstwie Green.